# Блинчики (развлечение)
Бли́нчики, или лягу́шки, — развлечение, заключающееся в бросании плоских камней (или других предметов) в воду таким образом, чтобы камень несколько раз подпрыгнул (отскочил от поверхности воды), прежде чем утонет. Чем больше прыжков сделает камень, тем удачнее запуск. Каждый прыжок камня называется «блинчик». В английском языке развлечение называется «стоун-скипинг» (англ. stone skipping).

## Появление
Впервые игра упоминается у Марка Минуция Феликса в диалоге «Октавий» (II в. н. э.)

[…] мы увидели мальчиков, забавлявшихся тем, что взапуски бросали камушки в море. Игра заключается в том, что выбирают на берегу гладкий черепок, обкатанный волнами, камушек этот захватывают плоской стороной пальцами и, наклонившись возможно ниже, швыряют поверх волн, так что этот снаряд либо скользит по поверхности моря, если он катится легко, либо срезает вершину волн и подскакивает, если его подбрасывает непрерывная сила толчка. Победителем в этой игре считает себя тот мальчик, чей камушек пролетел дальше и подпрыгнул большее число раз. 
Оригинальный текст (лат.)[…] pueros videmus certatim gestientes testarum in mare iaculationibus ludere. Is lusus est testam teretem iactatione fluctuum levigatam legere de litore, eam testam plano situ digitis comprehensam inclinem ipsum atque humilem quantum potest super undas inrotare, ut illud iaculum vel dorsum maris raderet enataret, dum leni impetu labitur, vel summis fluctibus tonsis emicaret emergeret, dum adsiduo saltu sublevatur. Is se in pueris victorem ferebat, cuius testa et procurreret longius et frequentius exsiliret. — Марк Минуций Феликс, диалог «Октавий», гл. III.
Также известно упоминание о забаве от 1583 года. Тогда наравне с камушками бросали раковины устриц, а игра называлась Ducks & Drakes («Утки и селезни»). Когда камень в первый раз отскакивает от воды — это «утка», второй раз — «селезень», третий раз — снова «утка» и так далее. Относящееся к метанию выражение «делать уток и селезней» имело значение «расточительное отношение к финансам» — аналог «бросать деньги на ветер». Согласно легенде, в спорт «Уток и селезней» превратил английский король, запустивший в Темзу соверен, а в США игру популяризировал Джордж Вашингтон, бросивший в воду не то камень, не то серебряный доллар.

## Спорт
Пускание «блинчиков» в настоящее время представляет собой вид спорта, по которому даже проводят чемпионаты, существуют ассоциации, объединяющие любителей этого вида развлечений. Первым спортсменом, достижение которого было занесено в Книгу рекордов Гиннесса, стал Колеман Макги, добившийся в 1992 году 38 подпрыгиваний. Через 11 лет (в 2003 году) его рекорд был побит 42-летним Куртом Стайнером (англ. Kurt Steiner) (40 раз). В 2007 году американец, житель штата Пенсильвания, 43-летний Рассел Биарс (Russell Byars) поставил новый рекорд — 51 «блинчик». Камень пролетел в общей сложности более 75 метров. Бросок был записан на видеоплёнку, которую затем проанализировали эксперты. Они тщательно посчитали число кругов, оставленных каждым касанием камня. На вопрос, как ему удалось добиться рекорда, Биарс ответил: «Знаете, я понятия не имею». По состоянию на 2015 год мировым рекордом является достижение Курта Стайнера в 88 подпрыгиваний, установленное 6 сентября 2013 года и зарегистрированное в Книге рекордов Гиннесса.

## Исследования на тему стоун-скипинга

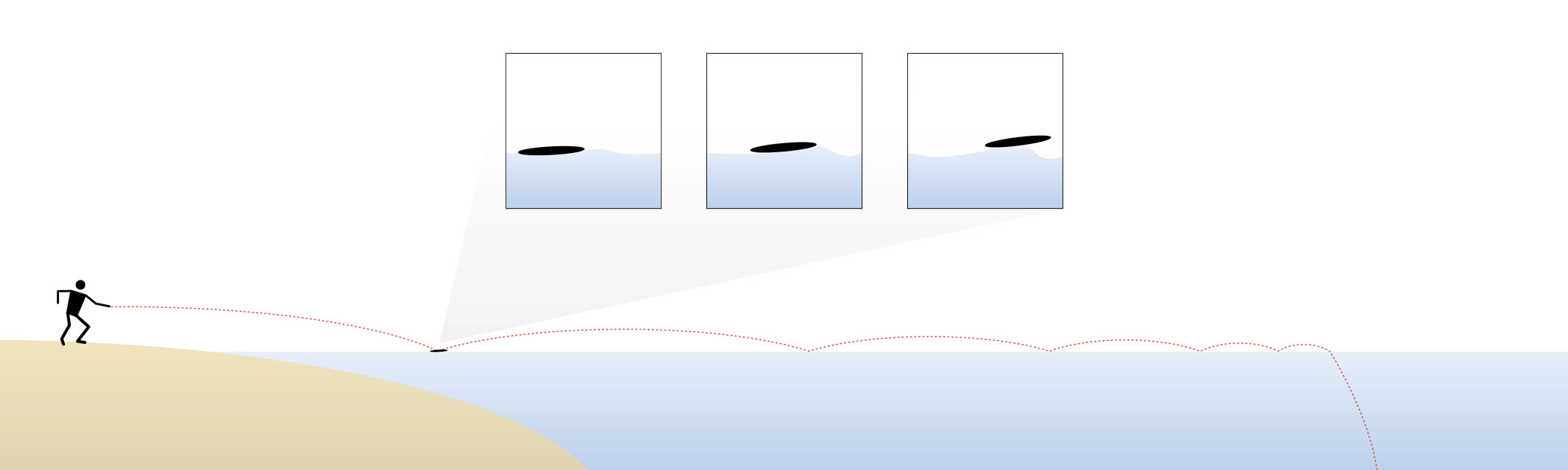
Схема движения камня

Первой новостью от французских специалистов стал доклад Лидерика Боке (Lyderic Bocquet) под названием «Физика стоун-скиппинга», опубликованный в 2002 году. В нём описывались результаты первых экспериментов, а также было обещано окончательное раскрытие секретов бросания камешков.
Свои обещания французы попытались выполнить в первых числах января 2004 года, когда в журнале Nature появилась статья «Секреты успешного стоун-скиппинга» (англ. Secrets of successful stone-skipping). Лидерик Боке является лишь соавтором этого труда, а руководителем группы, которому и достались все лавры, стал Кристоф Клане (англ. Christophe Clanet) из исследовательского института IRPHE.
Чтобы помочь людям из NASSA и NASA, исследователи построили механизированную катапульту, которая вместо камней, монет и ракушек запускает алюминиевые диски в двухметровый бассейн. Тем самым, они сделали шаг от теории к практике — решили пронаблюдать всё своими глазами. При помощи видеокамеры они зафиксировали миг запуска, длящийся меньше сотой доли секунды. Кроме того, во время экспериментов точно вымерялись угол, скорость полёта и вращения. Вращение стабилизирует объект и препятствует его погружению, потому-то он, вероятнее всего, отскочит. Точно так же «скоростные» камни будут прыгать лучше, чем медленные.

## Другие применения
Во время Второй мировой войны эффект отскакивания объекта от воды был использован при разработке операции по уничтожению немецких дамб английскими ВВС. Чтобы произвести взрыв у основания дамбы, где он должен был нанести максимальный урон, минуя противоторпедные сети, бомба раскручивалась и сбрасывалась с низколетящего бомбардировщика. Преодолев за несколько отскоков расстояние до дамбы, бомба «скатывалась» вниз по вертикальной стене и взрывалась. Опытным путём с помощью катапульты, запускавшей камешки в пруд у дома изобретателя системы, был определён угол, при котором преодолеваемое расстояние было максимальным — 17°.
Кроме этого, во время Второй мировой войны эффект рикошетирования использовался также при топмачтовом бомбометании.
Последовательные отскоки от плотных слоёв атмосферы планировалось использовать при полете частично-орбитального бомбардировщика-космолёта Silbervogel, проект которого был разработан Эйгеном Зенгером в нацистской Германии времён Второй мировой войны.